# Yakusha-e

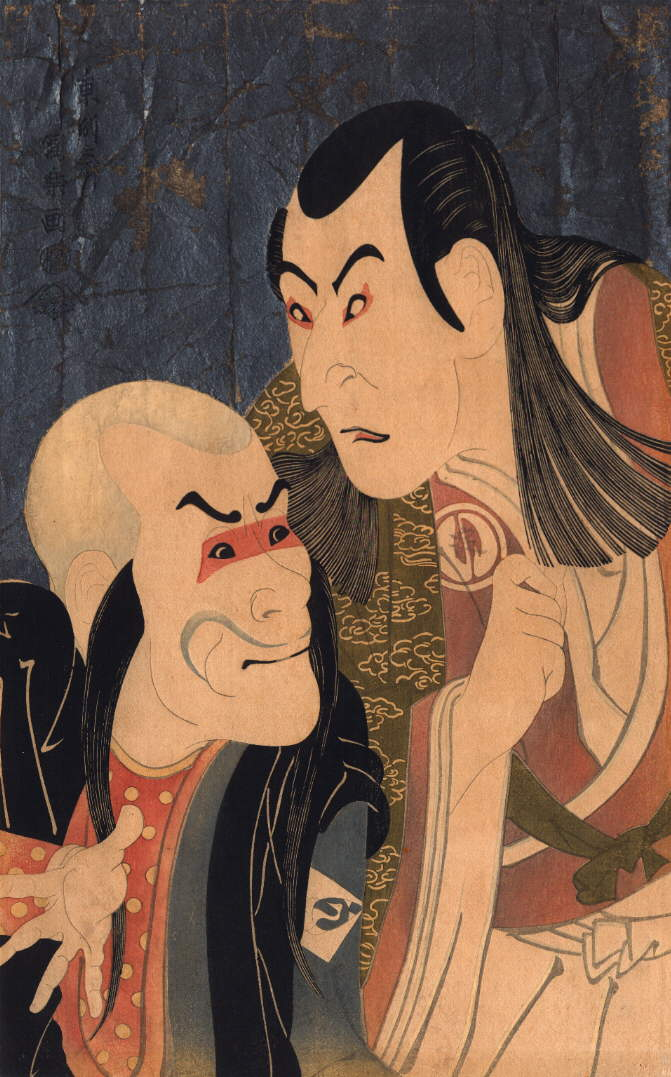
Atores do Kabuki, por Toshusai. Bando Zenji (à esquerda, no papel de Benkei) e Sawamura Yodogoro II (à direita, no papel de Yoshitsune), na peça Yoshitsune Senbon Zakura; 1794.

Yakusha-e (役者絵) é um estilo de xilogravura japonesa ou, mais raramente, de pintura. Sua principal temática gira em torno do teatro e de atores do kabuki, particularmente no popular estilo ukiyo-e durante o período Edo (1603–1867) e começo do século XX. Mais estritamente, o termo yakusha-e se refere a retratos de artistas individuais, como Toshusai.
Imagens Ukiyo-e eram quase exclusivamente retratos da vida urbana de Edo, e a vasta maioria que não representava paisagens, retratava cortesãs, sumô ou kabuki. Detalhes realistas, inscrições, o uso em cartazes no período, entre outros recursos e características, permitiram que muitos trabalhos do gênero pudessem ser apreciados em grande detalhamento.